# Moenkemeyera scleromitrium
Moenkemeyera scleromitrium là một loài Rêu trong họ Fissidentaceae. Loài này được (Besch.) P. de la Varde mô tả khoa học đầu tiên năm 1930.